# Nötevattnet
Nötevattnet är en sjö i Tanums kommun i Bohuslän och ingår i Strömsåns huvudavrinningsområde. Sjön är 5,5 meter djup, har en yta på 0,03 kvadratkilometer och befinner sig 152 meter över havet.